# Тесля Володимир Миколайович
Тесля Володимир Миколайович — (нар. 10 січня 1978 року, смт. Крижопіль, Вінницька область, УРСР) — український підприємець, адвокат, спортивний функціонер та громадський діяч.
Один із провідних функціонерів та «творець буму ММА в Україні», організатор масштабних міжнародних турнірів зі змішаних бойових мистецтв. Засновник і президент World Warriors Fighting Championship (WWFC). Президент аматорської Української федерації змішаних бойових мистецтв (UF MMA) та Всеукраїнського молодіжного руху «Гідність нації».

## Біографія

### Освіта
У 1995 році закінчив школу № 1 в смт. Крижопіль Вінницької області.
Має дві вищі освіти: у 2010 році закінчив Київську академію водного транспорту імені П. Конашевича-Сагайдачного (КДАВТ), у 2013 році здобув ступінь спеціаліста у Харківському інституті управління (ХІУ) за фахом міжнародний менеджмент.

### Професійна діяльність
- 2012 рік — відкрив зал єдиноборств у Парижі, Франція.
- 2013 рік — разом із Ігорем Ротару створив міжнародну лігу зі змішаних бойових мистецтв World Warriors Fighting Championship (WWFC). У 2018 році ліга провела 4 номерних турніри у Києві, в яких взяли участь спортсмени з України, Франції, Польщі, Бразилії, Австрії, Швейцарії, Іспанії, Греції, Молдови, Білорусі та інших країн[11].
- 2014 рік — почав розвивати та популяризувати змішані бойові мистецтва в Україні.
- 2018 рік — разом із партнерами створив Українську федерацію змішаних бойових мистецтв UF MMA[12].
- 2018 рік — створив Всеукраїнський молодіжний рух «Гідність нації», що популяризує спорт і здоровий спосіб життя серед дітей і молоді[13].
- 2018 рік — отримав свідоцтво адвоката, звідтоді належить до АО «Український адвокат»[14].
- 2019 рік — отримав премію «Гордість України».[15].

### Декомунізація пам'ятника робітникам заводу «Арсенал» у Києві
18 червня 2019 року представниками молодіжного руху «Гідність нації» за ініціативою його керівника Володимира Теслі здійснено декомунізацію пам'ятника робітникам заводу «Арсенал» (Київ). В постамент монументу було вмонтовано плиту з новим текстом. Прокомуністичні написи попередньо прибрано, активістами здійснено реставрацію гармати та постамента.
Таким чином пам'ятник було вже вдруге за його історію переосмислено. Він отримав нову неофіційну назву — монумент «Захисникам Української державності».

## Сім'я
Одружений. Дружина — Тесля Леся Анатоліївна. Подружжя виховує трьох дітей.